# Jesús España
Jesús España Cobo (Valdemoro, 21 de agosto de 1978) es un atleta español especialista en pruebas de fondo.
Es uno de los mejores atletas españoles de la última década, consiguiendo en muchas ocasiones metales tanto en 3000 metros como en el 5000.
La temporada 2009 fue muy exitosa para el español. Consiguió el "doblete" nacional al imponerse en los campeonatos nacionales absolutos de 3000 metros (Indoor) y de 5000 metros (aire libre). Con estos logros, fue a participar al Europeo de 2009 Indoor, donde consiguió su tercer bronce en esta competición.
En el 2010, cosechó su cuarto triunfo nacional de 3000 metros, siendo el único atleta español en la historia en ostentar más de 3 títulos en dicha especialidad. Meses después, Jesús ganó el campeonato de España al aire libre, celebrado en Avilés. Con esta victoria, fue seleccionado para participar en los Europeos de Barcelona, donde finalmente consiguió una plata.

## Salto al Maratón
Tras el regreso del Mundial de Atletismo de Pekín, y después de una meditada reflexión, Jesús vio que ya no pintaba nada en los 5.000 metros y que si quería ser finalista en unos Juegos Olímpicos debía dar el salto al Maratón. Tras haber meditado con su entrenador la idea, inicia la preparación específica para esta prueba, con una única meta: lograr la mínima de participación para los Juegos escenario elegido para el debut fue Sevilla y después de un largo camino lleno de kilómetros y sesiones de entrenamiento, vio cumplido su objetivo. 
Debutó en la prueba el 21 de febrero de 2016, logrando una marca de 2:11:58, lo que le supone la mínima para los Juegos Olímpicos de Río.

## Marcas personales
| Prueba  | Resultado | Fecha      | Lugar                      |
| 1500 m  | 3:36.53   | 15/05/2002 | Doha (Catar)               |
| 2000 m  | 5:05.34   | 11/06/2002 | Rivas-Vaciamadrid (España) |
| 3000 m  | 7:38.26   | 27/08/2006 | Rieti (Italia)             |
| 5000 m  | 13:04.73  | 22/07/2011 | Mónaco (Mónaco)            |
| Maratón | 2:11:58   | 21/02/2016 | Sevilla (España)           |

## Palmarés

### Palmarés internacional
- Campeón de Europa de 5000 m en el Campeonato de Europa celebrado en Gotemburgo de 2006 .
- Subcampeón de Europa de 5000 m en el Campeonato de Europa celebrado en Barcelona de 2010. .
- Campeón de 5000 m en el Campeonato Iberoamericano de Atletismo celebrado en Huelva de 2004 .
- Medalla de Bronce en los 3000 m en los Campeonatos de Europa en Pista Cubierta de Viena de 2002 .
- Medalla de Bronce en los 3000 m en los Campeonatos de Europa en Pista Cubierta de Birmingham de 2007 .
- Medalla de Bronce en los 3000 m en los Campeonatos de Europa en Pista Cubierta de Turín de 2009 .
- Cuarto Puesto en los 3000 m del Campeonato del Mundo en Pista Cubierta de 2003 de Birmingan.

### Palmarés nacional
- Campeón de 5000 m en 2003, 2005, 2006, 2007, 2008, 2009, 2010 y 2011
- Campeón de 3000 m en Pista Cubierta en 2003, 2007, 2009, 2010 y 2011